# Tào Thục Mẫn
Tào Thục Mẫn (tiếng Trung giản thể: 曹淑敏, bính âm Hán ngữ: Cáo Shūmǐn, sinh tháng 7 năm 1966, người Hán) là nữ nhà khoa học điện tử viễn thông, chính trị gia nước Cộng hòa Nhân dân Trung Hoa. Bà là Ủy viên dự khuyết Ủy ban Trung ương Đảng Cộng sản Trung Quốc khóa XX, khóa XIX, khóa XVIII, hiện là Phó Chủ nhiệm Văn phòng Tin tức Internet Quốc gia, Văn phòng Ủy ban Tin tức hóa và An toàn mạng Trung ương. Bà từng là Bí thư Đảng ủy Đại học Hàng không vũ trụ Bắc Kinh.
Tào Thục Mẫn là đảng viên Đảng Cộng sản Trung Quốc, học vị Cử nhân Điện tử, Thạc sĩ Kỹ thuật, Tiến sĩ Khoa học quản lý, chức danh Cao cấp công trình sư cấp Giáo sư. Bà có gần 25 năm công tác trong lĩnh vực viễn thông, tin tức hóa, tập trung nghiên cứu khoa học trước khi bước vào chính trường Trung Quốc.

## Xuất thân và giáo dục
Tào Thục Mẫn sinh vào tháng 7 năm 1966 tại huyện Tân Tập, nay là thành phố cấp huyện thuộc thủ phủ Thạch Gia Trang, tỉnh Hà Bắc, Cộng hòa Nhân dân Trung Hoa. Bà lớn lên và tốt nghiệp cao trung ở Tân Tập, thi cao khảo năm 1985 và đỗ Đại học Hàng không vũ trụ Bắc Kinh, lên thủ đô nhập học hệ công trình điện tử từ tháng 9 cùng năm và tốt nhiệp cử nhân chuyên ngành kỹ thuật vi ba và trường điện từ vào tháng 9 năm 1989. Sau đó, bà tiếp tục thi đỗ chương trình nghiên cứu sinh toàn thời gian ở Bắc Hàng, nhận bằng thạc sĩ kỹ thuật chuyên ngành cùng tên với cử nhân vào tháng 4 năm 1992. Sau đó hơn 10 năm, từ tháng 11 năm 2017, bà là nghiên cứu sinh của chương trình khoa học quản lý kết hợp giữa Đại học Nhân dân Trung Quốc và Đại học Bách khoa Hồng Kông, trở thành Tiến sĩ Khoa học quản lý vào tháng 11 năm 2007. Tào Thục Mẫn được kết nạp Đảng Cộng sản Trung Quốc vào tháng 12 năm 1990 tại trường Bắc Hàng.

## Sự nghiệp

### Khoa học viễn thông

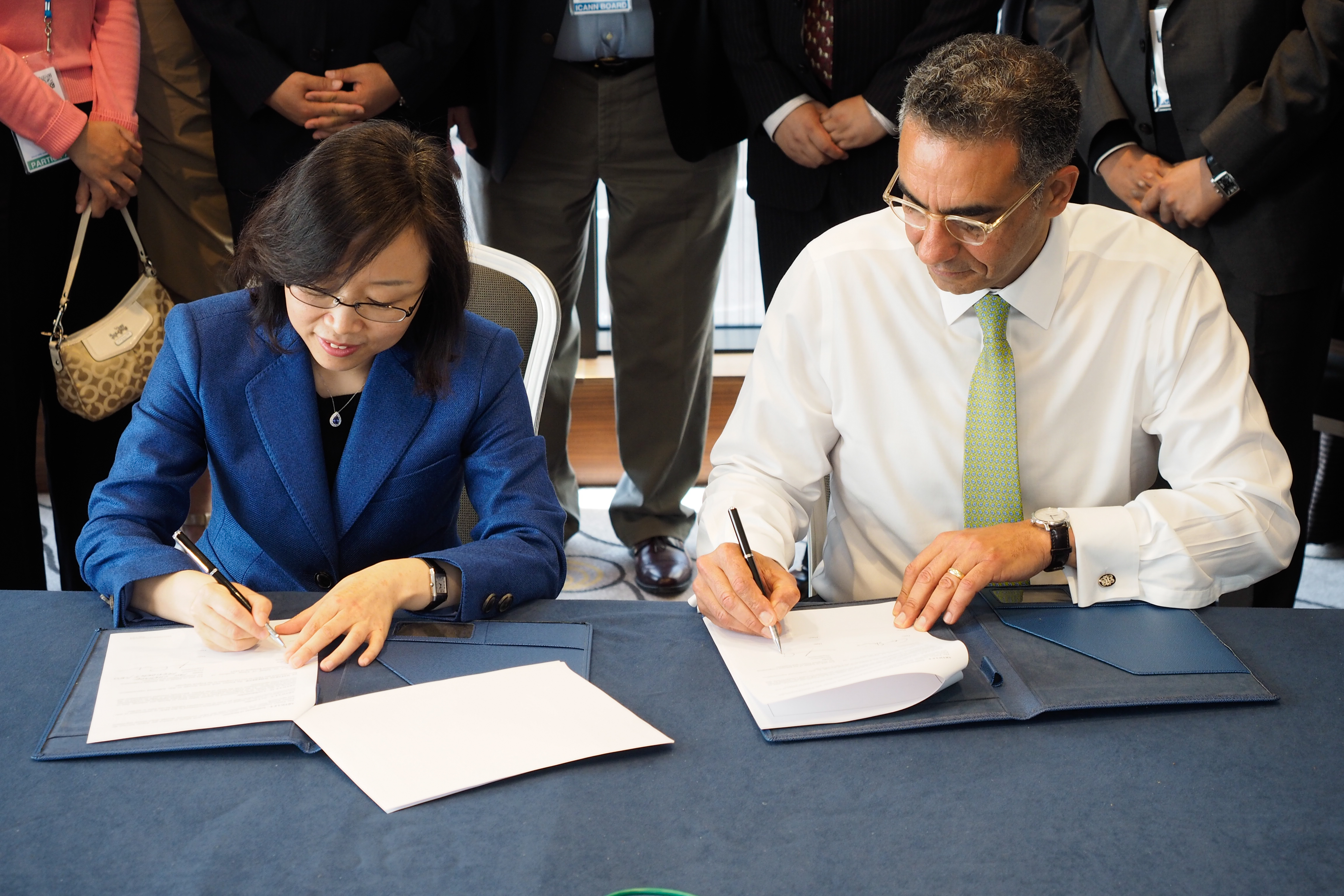
Tào Thục Mẫn ký thỏa thuận hợp tác với Chủ tịch ICANN Fadi Chehadé, 2014.

Tháng 4 năm 1992, sau 7 năm học ở Bắc Hàng, Tào Thục Mẫn được Bộ Bưu chính viễn thông nhận vào công tác, phân về Sở nghiên cứu Truyền tin viễn thông, bắt đầu ở vị trí trợ lý công trình sư của Phòng Vô tuyến của sở. Trong giai đoạn đầu, bà lần lượt là công trình sư rồi phó trưởng phòng, ngạch chính khoa, đến tháng 5 năm 1995 thì được thăng chức làm phó sở trưởng, cấp chính phòng, rồi được phong chức danh cao cấp công trình sư. Tháng 7 năm 2001, bà được điều tới Viện nghiên cứu Viễn thông của Bộ Sản nghiệp tin tức là Bộ Bưu chính viễn thông được chuyển đổi thành, nhậm chức Phó Chủ nhiệm bộ phận sự nghiệp thứ 2, kiêm Sở trưởng Sở nghiên cứu Tiêu chuẩn và Thể chế kỹ thuật thông tín, sau đó 1 năm thì được bổ nhiệm làm Phó Viện trưởng. Năm 2008, bộ được cải tổ một lần nữa thành Bộ Công nghiệp và Công nghệ thông tin, bà được chuyển tới và tiếp tục là Phó Viện trưởng Viện nghiên cứu Viễn thông, tới tháng 4 năm 2011 thì thăng chức làm Viện trưởng Viện nghiên cứu Thông tin và Truyền thông Trung Quốc. Bà dự Đại hội Đảng Cộng sản Trung Quốc khóa XVIII, được bầu là Ủy viên dự khuyết Ủy ban Trung ương Đảng Cộng sản Trung Quốc khóa XVIII nhiệm kỳ 2012–17. Thời gian này, bà cũng là Ủy viên Ủy ban Toàn quốc Hội nghị Hiệp thương Chính trị Nhân dân Trung Quốc khóa XI, là chuyên gia của Ủy ban Giáo dục, Khoa học, Y tế và Thể thao của Chính hiệp.
Vào giai đoạn này, Tào Thục Mẫn đảm nhiệm các vị trí khoa học như Phó Tổng công trình sư của dự án thuộc hạng mục khoa học kỹ thuật trọng đại quốc gia "Mạng thông tin di động không dây băng rộng thế hệ mới". Bên cạnh đó, bà là Tổ trưởng Tổ công tác LTE, Tổ phát triển 4G của Bộ Công Tín, Ủy viên Ủy ban Chuyên gia tư vấn Tin tức hóa Quốc gia, Thành viên Tổ chuyên gia dung hợp "3 mạng" (Internet, viễn thông, phát thanh truyền hình) của Quốc vụ viện, giữ chức vụ xã hội là Phó Lý sự trưởng Hiệp hội Tiêu chuẩn hóa Thông tín Trung Quốc. Bà cũng được phong chức danh khoa thuộc hàng cao nhất của Trung Quốc là Cao cấp công trình sư cấp Giáo sư.

### Chính trường
Tháng 8 năm 2016, Tào Thục Mẫn được điều về Giang Tây, xuống địa cấp thị Ưng Đàm nhậm chức Phó Bí thư Thị ủy, Thị trưởng, rồi thăng chức Bí thư Thị ủy từ tháng 1 năm 2017. Đến cuối năm này, bà được điều về trường Bắc Hàng nơi mình từng học, nhậm chức Bí thư Đảng ủy trường, cấp phó bộ trưởng, đồng thời được bầu làm Phó Chủ tịch Hội Liên hiệp Phụ nữ Toàn quốc Trung Hoa. Tháng 10 năm 2017, bà tham gia đại hội đại biểu toàn quốc, tái đắc cử là Ủy viên dự khuyết Ủy ban Trung ương Đảng Cộng sản Trung Quốc khóa XIX tại Đại hội Đảng Cộng sản Trung Quốc lần thứ XIX.
Tháng 12 năm 2021, Tào Thục Mẫn rời Bắc Hàng, được bổ nhiệm làm Phó Chủ nhiệm Văn phòng Ủy ban Tin tức hóa và An toàn mạng Trung ương, kiêm Phó Chủ nhiệm Văn phòng Tin tức Internet Quốc gia. Cuối năm 2022, bà tham gia Đại hội Đảng Cộng sản Trung Quốc lần thứ XX từ đoàn đại biểu khối cơ quan trung ương Đảng và Nhà nước. Trong quá trình bầu cử tại đại hội, một lần nữa bà được bầu là Ủy viên dự khuyết Ủy ban Trung ương Đảng Cộng sản Trung Quốc khóa XX.